# N244 (België)
De N244 is een gewestweg in Brussel, België tussen de N3a N23a N205 en de N2. De weg heeft een lengte van ongeveer 2 kilometer.
De weg gaat vanaf het Robert Schumanplein via Archimedesstraat, Franklinstraat, Patriottenstraat, Plaskylaan naar de rotonde van de Leuvensesteenweg.
De weg bevat twee rijstroken voor beide rijrichtingen samen, waarbij die bij de Plaskylaan gescheiden zijn.